# Hans Ziemann

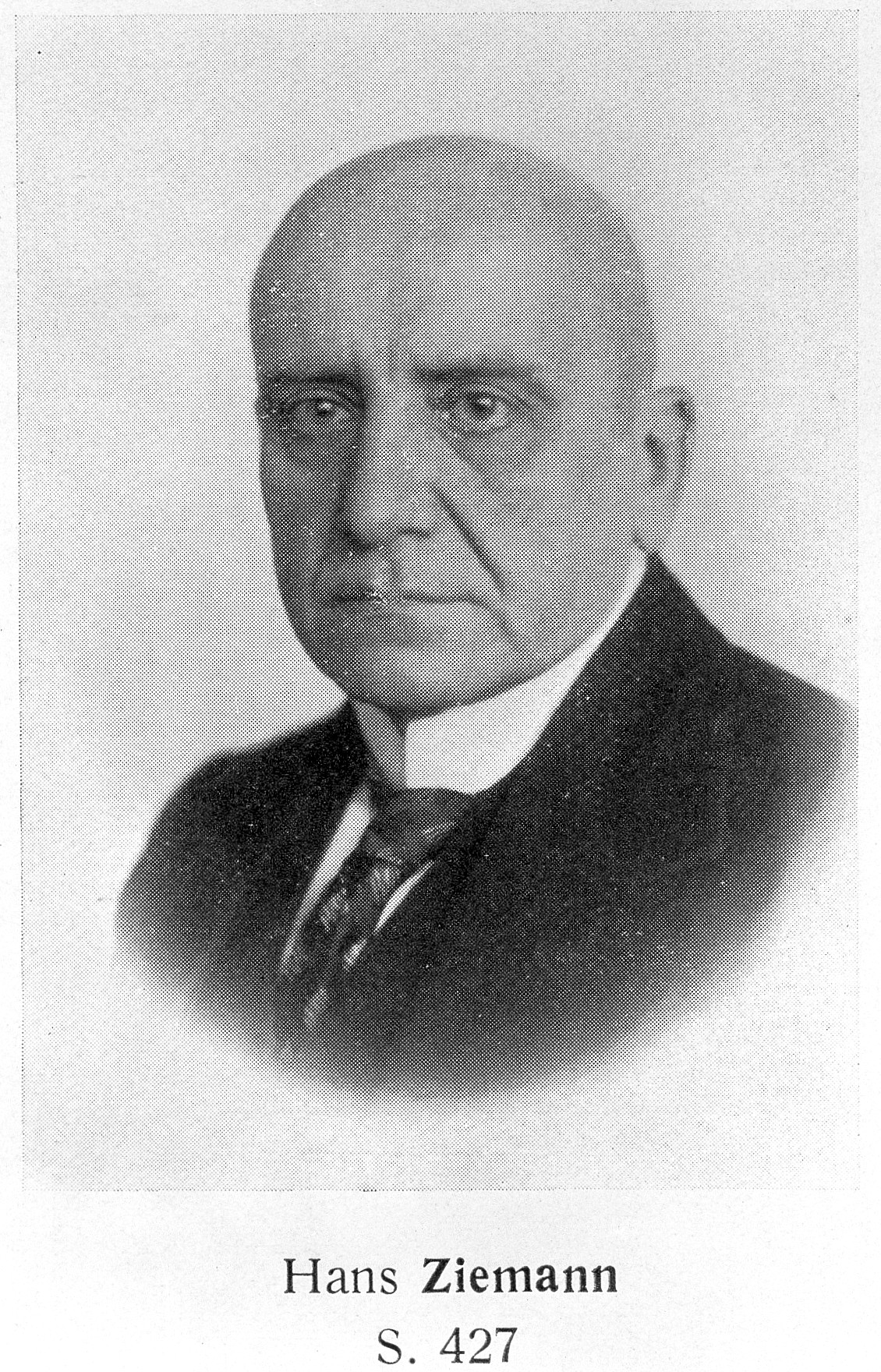
Hans Ziemann

Hans (Johannes) Ziemann (* 5. Juli 1865 in Berlin; † 3. Dezember 1939 ebenda) war ein deutscher Tropenmediziner und Leiter der Medizinalverwaltung der Kolonie Kamerun.

## Leben
Ziemann studierte nach dem Abitur am Gymnasium in Celle an der Kaiser-Wilhelms-Akademie für das militärärztliche Bildungswesen in Berlin, wo er Mitglied des Corps Franconia war, promovierte 1889 zum Dr. med. und legte im Juli 1891 sein medizinisches Staatsexamen ab.
Bereits 1885 leistete er seinen Dienst als Einjährig-Freiwilliger im Infanterie-Regiment Nr. 77. 1890 wurde er Unterarzt im Infanterie-Regiment „Herzog Friedrich Wilhelm von Braunschweig“ (Ostfriesisches) Nr. 78. 1890 trat er zum Sanitätsoffizierkorps der Marine über, ab 1891 bei der Marienstation der Nordsee, wurde 1894 Marineoberassistenzarzt, 1897 Marinestabsarzt, 1904 Marineoberstabsarzt. 1908 trat er als Oberstabsarzt zur Kaiserlichen Schutztruppe für Kamerun über und erhielt zum 20. Dezember 1912 den Abschied mit der gesetzlichen Pension und Erlaubnis zum Tragen der bisherigen Uniform.
Hans Ziemann wandte sich früh tropenmedizinischen Studien zu. Erste Erfahrungen sammelte er als Assistenzarzt auf dem Kanonenboot Hyäne auf der Westafrikanischen Station und 1896 als Stipendiat der Medizinischen Fakultät der Universität Berlin bei einer sechsmonatigen Malaria-Expedition nach Italien. 1898/99 war er zeitweilig zum Institut für Infektionskrankheiten an der Universität Berlin kommandiert, wo er seine Studien vertiefen konnte. 1899 ging er als Vertreter von Albert Plehn nach Duala und übernahm die Leitung der Medizinalangelegenheiten beim Gouvernement von Kamerun. 1903 folgte er Plehn als Medizinalreferent des Schutzgebiets. Mit dem Übertritt zur Schutztruppe 1908 war Ziemann gleichzeitig Leiter des zivilen und des militärischen Sanitätswesens in Kamerun. Dabei lag sein Interesse nicht nur auf dem Gebiet der Humanmedizin. Bei einer Exkursion in das Kameruner Hinterland im November und Dezember 1904 befasste er sich mit der Erforschung der Bevölkerungs- und Viehfrage der bereisten Region. 1908 unterbreitete er der Verwaltung Vorschläge zur Hebung der für die Versorgung der Küste bedeutsamen Rinderzucht in Bakossi. Eine nachhaltige Bedeutung erlangte er im Zusammenhang mit der Enteignung der Duala und ihrer Verdrängung von ihren traditionellen Wohnplätzen am Wouri. Schon seit 1900 trat Ziemann aus hygienischen Gründen, vor allem im Hinblick auf die hohe Malariaquote bei der indigenen Bevölkerung, für die Rassensegregation und die Trennung der Wohngebiete in eine Europäer- und eine Afrikanersiedlung ein. 1910 verfasste er zur Begründung der Enteignung ein ausführliches Gutachten. Auch sonst widmete er seine Aufmerksamkeit besonders der Malariabekämpfung. Ziemann setzte neue Standards für die Malariaprophylaxe fest, organisierte die Bildung von Sanitätskolonnen für die Sanierung von Wohnplätzen in den stark betroffenen Regionen des Binnenlandes und machte sich für die Gründung eines Tropeninstituts in Duala unter der Leitung des Medizinalreferenten stark.
Nach seinem Ausscheiden aus dem Kolonialdienst kehrte Ziemann 1912 nach Berlin zurück und arbeitete an seiner Habilitationsschrift. Schon 1906 war er zum Titularprofessor ernannt worden. Die Habilitation erfolgte 1913. Er lehrte als Privatdozent an der Universität Berlin und nahm als Generaloberarzt und beratender Hygieniker in Kleinasien, Syrien und Palästina am Ersten Weltkrieg teil. Nach dem Krieg war er Facharzt bei den Hauptversorgungsämtern Berlin und Brandenburg, 1923 außerordentlicher Professor für Tropenpathologie und Hämatologie an der Universität Berlin und Mitbegründer des dortigen Instituts für Tropenmedizin. Sein Forschungsschwerpunkt lag auf dem Gebiet der Parasitologie und der Infektionskrankheiten (Malaria, Schwarzwasserfieber) und tropischer Pathologie und Hygiene. Ziemann war unter anderem Entdecker des Malariaerregers Plasmodium vivax und hat 1905 als erster die Filariamuskelabszesse beschrieben.
Nach der Machtergreifung der Nationalsozialisten 1933 erhielt er einen Lehrauftrag als nebenamtlicher Dozent am Seminar für Orientalische Sprachen. 1938 wurde er Leiter der Tropenmedizinisch-parasitologischen Abteilung der von ihm mitbegründeten Militärärztlichen Akademie in Berlin. Anerkennung fand er damals nicht nur in Deutschland, sondern auch im europäischen Ausland. Seine Beziehungen nutzte er, um sich nachdrücklich für die Aufhebung der Tätigkeitsbeschränkungen für deutsche Ärzte in den ehemaligen Kolonien einzusetzen.

## Auszeichnungen
Ziemann war Träger der Bernhard-Nocht-Medaille für Verdienste um die Tropenhygiene, Ehrenmitglied der deutschen, englischen, französischen und italienischen Tropenmedizinischen Gesellschaft sowie Ehrenmitglied der Société de Pathologie Exotique (1937).

## Schriften
- Fischverwertung und Fleischversorgung an der Westküste Afrikas. In: Koloniale Monatsblätter, Jg. 15, 1913, S. 113–121.
- Über die Bedeutung der Tuberkulose bei den Naturvölkern. In: Koloniale Monatsblätter, Jg. 15, 1913, S. 546–556.